# Holoplatys braemarensis
Holoplatys braemarensis är en spindelart som beskrevs av Zabka 1991. Holoplatys braemarensis ingår i släktet Holoplatys och familjen hoppspindlar. Inga underarter finns listade i Catalogue of Life.